# Bostrychanthera
Bostrychanthera là một chi thực vật có hoa trong họ Hoa môi (Lamiaceae).

## Loài
Chi Bostrychanthera gồm các loài: